# Telti
Telti (galurski: Tèlti) je grad i općina (comune) u pokrajini Sassariju u regiji Sardiniji, Italija. Nalazi se na nadmorskoj visini od 326 metara i ima 2 304 stanovnika.
 Prostire se na 83,25 km². Gustoća naseljenosti je 28 st/km².
Susjedne općine su: Calangianus, Monti, Olbia i Sant'Antonio di Gallura.